# Bukowina (Jarosław)
Pour les articles homonymes, voir Bukowina.
Bukowina est une localité polonaise de la gmina de Laszki, située dans le powiat de Jarosław en voïvodie des Basses-Carpates.